# 비토리아 디 사보이아
비토리아 크리스티나 아델레이드 키아라 마리아 디 사보이아(이탈리아어: Vittoria Cristina Adelaide Chiara Maria di Savoia, 2003년 12월 28일 ~ )는 이탈리아 왕국의 왕가였던 사보이아 왕가의 수장 자리를 주장하는 사보이아의 에마누엘레 필리베르토 디 사보이아의 딸이자 후계자이다.
사보이아 왕가의 수장 자리는 현재 비토리오 에마누엘레 2세의 어린 아들인 스페인의 아마데오 1세의 후손인 아이모네 디 사보이아 아오스타가 분쟁 중이다. 분쟁의 기원은 나폴리 왕자 비토리오 에마누엘레가 마리나 도리아와 결혼한 데서 비롯되었는데, 아마데오는 아이모네의 아버지가 움베르토 2세의 허락 없이 이루어졌다고 주장하여 비토리오 에마누엘레와 그의 모든 후손들이 사보이아 왕가의 수장 자리를 승계하지 못하게 하였다.
사보이아 가문의 왕위 계승법이 남성의 영역 승계만 허용한 만큼, 여성이 사보이아 가문의 수장 자리를 승계하는 것은 전례가 없는 일이다. 2019년 비토리아의 할아버지인 비토리오 에마누엘레는 사보이아 가문의 법이 변경될 것이라고 선언했고, 비토리아는 아버지 다음으로 사보이아 가문의 수장 자리에 올랐다.